# Eurycryptus flavidus
Eurycryptus flavidus là một loài tò vò trong họ Ichneumonidae.